# Eleições municipais no Brasil em 1972
As eleições municipais no Brasil em 1972 ocorreram em 15 de novembro. Estavam aptos a votar cerca de 23 milhões de eleitores nos 3.947 municípios no país, a maioria dos quais escolheu os prefeitos que administrariam tais cidades a partir de 1973 e cujos sucessores seriam eleitos em 1976. Foi a quinta eleição municipal realizada sob a égide do Regime Militar de 1964 e a segunda sob o Governo Emílio Médici.

## Resultado das eleições

### Prefeitos eleitos em 1972
| Unidade federativa  | ARENA  | MDB    | Capitais | ASN   | EH    | MTF   | Total |
| ------------------- | ------ | ------ | -------- | ----- | ----- | ----- | ----- |
| Acre                |        |        | 1        | 6     |       |       | 7     |
| Alagoas             | 78     | 15     | 1        |       |       |       | 94    |
| Amapá               |        |        |          |       |       | 5     | 5     |
| Amazonas            | 31     | 3      | 1        | 9     |       |       | 44    |
| Bahia               | 296    | 31     | 1        | 6     | 2     |       | 336   |
| Ceará               | 122    | 18     | 1        |       |       |       | 141   |
| Espírito Santo      | 44     | 8      | 1        |       |       |       | 53    |
| Goiás               | 191    | 26     | 1        |       | 3     |       | 221   |
| Maranhão            | 116    | 13     | 1        |       |       |       | 130   |
| Mato Grosso         | 69     | 1      | 1        | 12    |       |       | 83    |
| Minas Gerais        | 638    | 70     | 1        |       | 13    |       | 722   |
| Pará                | 62     | 11     | 1        | 7     | 2     |       | 83    |
| Paraíba             | 134    | 36     | 1        |       |       |       | 171   |
| Paraná              | 245    | 31     | 1        | 11    |       |       | 288   |
| Pernambuco          | 153    | 10     | 1        |       |       |       | 164   |
| Piauí               | 108    | 5      | 1        |       |       |       | 114   |
| Rio de Janeiro      | 45     | 14     | 1        | 2     | 1     |       | 63    |
| Rio Grande do Norte | 140    | 9      | 1        |       |       |       | 150   |
| Rio Grande do Sul   | 148    | 55     | 1        | 25    | 3     |       | 232   |
| Rondônia            |        |        |          |       |       | 2     | 2     |
| Roraima             |        |        |          |       |       | 2     | 2     |
| Santa Catarina      | 144    | 41     | 1        | 6     | 5     |       | 197   |
| São Paulo           | 493    | 58     | 1        | 5     | 14    |       | 571   |
| Sergipe             | 65     | 8      | 1        |       |       |       | 74    |
| Total               | 3.322  | 463    | 21       | 89    | 43    | 9     | 3.947 |
| Percentual          | 84.17% | 11,73% | 0,53%    | 2,25% | 1,09% | 0,23% | 100%  |
| Fontes:             |        |        |          |       |       |       |       |

## Abrangência do pleito
Por força da legislação eleitoral imposta pelo Regime Militar de 1964, o pleito destinou-se à escolha de vereadores em 3.947 municípios e de prefeitos em 3.785 municípios, pois nas capitais dos estados, áreas de segurança nacional, instâncias hidrominerais e municípios de territórios federais o titular do Poder Executivo era escolhido indiretamente pelo governador do estado da seguinte forma: nas capitais de estado e estâncias hidrominerais a nomeação dependia de aprovação da Assembleia Legislativa e nas áreas de segurança nacional era necessária a concordância do Presidente da República.

## Eleições apenas para vereador

### Capitais sem eleição majoritária
Graças ao efeito supressor do Ato Institucional Número Três, vinte e um municípios compunham esta categoria: Aracaju, Belém, Belo Horizonte, Cuiabá, Curitiba, Florianópolis, Fortaleza, Goiânia, João Pessoa, Maceió, Manaus, Natal, Niterói, Porto Alegre, Recife, Rio Branco, Salvador, São Luís, São Paulo, Teresina, Vitória.

### Áreas de segurança nacional
O conceito de área de segurança nacional surgiu no governo Costa e Silva ao qual coube editar lei disciplinando o tema e instalar os primeiros sessenta e oito municípios regidos pela mesma em 1968. Tal número seria elevado ao longo de todo o ciclo militar até que a maioria destes perdeu tal condição no governo João Figueiredo.
| Unidade federativa | Área de segurança nacional conforme a Lei n.º 5.449 de 4 de junho de 1968 |
| ------------------ | --- |
| Acre               | Brasileia, Cruzeiro do Sul, Feijó, Sena Madureira, Xapuri |
| Amazonas           | Atalaia do Norte, Barcelos, Benjamin Constant, Ipixuna, Japurá, Santa Isabel do Rio Negro, Santo Antônio do Içá, São Gabriel da Cachoeira, São Paulo de Olivença |
| Bahia              | Paulo Afonso, São Francisco do Conde |
| Mato Grosso        | Amambai, Antônio João, Bela Vista, Cáceres, Caracol, Corumbá, Iguatemi, Ponta Porã, Porto Murtinho, Vila Bela da Santíssima Trindade |
| Pará               | Almeirim, Óbidos, Oriximiná |
| Paraná             | Barracão, Capanema, Foz do Iguaçu, Guaíra, Marechal Cândido Rondon, Medianeira, Pérola d'Oeste, Planalto, Santo Antônio do Sudoeste, São Miguel do Iguaçu |
| Rio de Janeiro     | Duque de Caxias |
| Rio Grande do Sul  | Alecrim, Bagé, Crissiumal, Dom Pedrito, Herval, Horizontina, Itaqui, Jaguarão, Porto Lucena, Porto Xavier, Quaraí, Rio Grande, Santa Vitória do Palmar, Santana do Livramento, São Borja, São Nicolau, Tenente Portela, Três Passos, Tucunduva, Tuparendi, Uruguaiana |
| Santa Catarina     | Descanso, Dionísio Cerqueira, Itapiranga, São José do Cedro, São Miguel do Oeste |
| São Paulo          | Cubatão, São Sebastião |
| Fontes:            | |

| Unidade federativa | Área de segurança nacional conforme o Decreto-Lei n.º 435 de 24 de janeiro de 1969 |
| ------------------ | ---------------------------------------------------------------------------------- |
| Rio Grande do Sul  | Canoas, Osório, Tramandaí                                                          |
| Fontes:            |                                                                                    |

| Unidade federativa | Área de segurança nacional conforme o Decreto-Lei n.º 672 de 3 de julho de 1969 |
| ------------------ | ------------------------------------------------------------------------------- |
| Rio de Janeiro     | Angra dos Reis                                                                  |
| Fontes:            |                                                                                 |

| Unidade federativa | Área de segurança nacional conforme o Decreto-Lei n.º 865 de 12 de setembro de 1969 |
| ------------------ | ----------------------------------------------------------------------------------- |
| São Paulo          | Santos                                                                              |
| Fontes:            |                                                                                     |

| Unidade federativa | Área de segurança nacional conforme o Decreto-Lei n.º 866 de 12 de setembro de 1969 |
| ------------------ | ----------------------------------------------------------------------------------- |
| Pará               | Santarém                                                                            |
| Fontes:            |                                                                                     |

| Unidade federativa | Área de segurança nacional sob o Decreto-Lei n.º 894 de 26 de setembro de 1969 |
| ------------------ | ------------------------------------------------------------------------------ |
| Mato Grosso        | Ladário                                                                        |
| Fontes:            |                                                                                |

| Unidade federativa | Área de segurança nacional conforme o Decreto-Lei n.º 1.105 de 20 de maio de 1970 |
| ------------------ | --------------------------------------------------------------------------------- |
| Mato Grosso        | Três Lagoas                                                                       |
| São Paulo          | Castilho, Paulínia                                                                |
| Fontes:            |                                                                                   |

| Unidade federativa | Área de segurança nacional conforme o Decreto-Lei n.º 1.131 de 30 de outubro de 1970 |
| ------------------ | ------------------------------------------------------------------------------------ |
| Pará               | Altamira, Itaituba, Marabá                                                           |
| Fontes:            |                                                                                      |

| Unidade federativa | Área de segurança nacional conforme o Decreto-Lei n.º 1.170 de 10 de maio de 1971 |
| ------------------ | --------------------------------------------------------------------------------- |
| Paraná             | Santa Helena                                                                      |
| Fontes:            |                                                                                   |

| Unidade federativa | Área de segurança nacional conforme o Decreto-Lei n.º 1.183 de 22 de julho de 1971 |
| ------------------ | ---------------------------------------------------------------------------------- |
| Rio Grande do Sul  | Roque Gonzales                                                                     |
| Fontes:            |                                                                                    |

| Unidade federativa | Área de segurança nacional conforme o Decreto-Lei n.º 1.225 de 22 de junho de 1972 |
| ------------------ | ---------------------------------------------------------------------------------- |
| Bahia              | Camaçari, Candeias, Lauro de Freitas, Simões Filho                                 |
| Fontes:            |                                                                                    |

| Unidade federativa | Área de segurança nacional conforme o Decreto-Lei n.º 1.229 de 5 de julho de 1972 |
| ------------------ | --------------------------------------------------------------------------------- |
| Santa Catarina     | Guaraciaba                                                                        |
| Fontes:            |                                                                                   |

| Unidade federativa | Área de segurança nacional conforme o Decreto-Lei n.º 1.230 de 5 de julho de 1972 |
| ------------------ | --------------------------------------------------------------------------------- |
| Acre               | Tarauacá                                                                          |
| Fontes:            |                                                                                   |

### Estâncias Hidrominerais
Os municípios considerados estâncias hidrominerais são as localidades assim definidas em lei estadual e que dispusessem de fontes d'águas termais ou minerais, naturais, exploradas segundo os dispositivos previstos em legislação.
| Unidade federativa | Estâncias Hidrominerais ao tempo das eleições de 15 de novembro de 1972 |
| ------------------ | --- |
| Bahia              | Cipó, Itaparica |
| Goiás              | Caldas Novas, Goiás, Itajá |
| Minas Gerais       | Araxá, Caldas, Cambuquira, Carangola, Caxambu, Jacutinga, Lambari, Monte Sião, Passa Quatro, Patrocínio, Poços de Caldas, São Lourenço, Tiradentes                                                   |
| Pará               | Monte Alegre, Salinópolis |
| Rio de Janeiro     | Santo Antônio de Pádua |
| Rio Grande do Sul  | Catuípe, Iraí, Vicente Dutra |
| Santa Catarina     | Águas de Chapecó, Gravatal, Pedras Grandes, Piratuba, Santo Amaro da Imperatriz |
| São Paulo          | Águas da Prata, Águas de Lindóia, Águas de Santa Bárbara, Águas de São Pedro, Amparo, Atibaia, Campos do Jordão, Ibirá, Lindoia, Monte Alegre do Sul, Poá, São José dos Campos, Serra Negra, Socorro |
| Fontes:            | |

### Municípios de territórios
| Unidade federativa | Municípios de territórios ao tempo das eleições de 15 de novembro de 1972 |
| ------------------ | ------------------------------------------------------------------------- |
| Amapá              | Amapá, Calçoene, Macapá, Mazagão, Oiapoque                                |
| Rondônia           | Guajará-Mirim, Porto Velho                                                |
| Roraima            | Boa Vista, Caracaraí                                                      |
| Fontes:            |                                                                           |

## Calendário suplementar

### Eleições em 17 de dezembro
Vinte e dois municípios realizaram eleições em 17 de dezembro de 1972 em dez estados mediante a falta de candidatos registrados para a contenda, sem prejuízo de eleições fixadas pelos Tribunais Regionais Eleitorais em momento ulterior.
| Unidade federativa  | Municípios com eleições suplementares                                                                                               |
| ------------------- | --- |
| Amazonas            | Novo Aripuanã |
| Bahia               | Curaçá, Irecê |
| Mato Grosso         | Torixoréu |
| Minas Gerais        | Alvorada de Minas, Borda da Mata, Cruzília, Pains, Paraguaçu, Patrocínio do Muriaé, São Francisco de Sales, Senador José Bento, Ubá |
| Paraíba             | Monte Horebe |
| Paraná              | Ivaiporã |
| Pernambuco          | Lagoa dos Gatos |
| Rio Grande do Norte | Rafael Fernandes |
| Rio Grande do Sul   | Nonoai, Salvador do Sul |
| São Paulo           | Angatuba, Salmourão, São Bento do Sapucaí                                                                                           |
| Fontes:             | |